# 米倉良子
米倉良子（日语：／ Yonekura Yoshiko，1958年2月7日—），丈夫為田兒淳一，婚後隨夫姓田兒良子（田児よし子，たご よしこ），已退役日本女子羽球運動員，在1970年代末期和1980年代贏得了多項日本國內和國際比賽冠軍。她是羽球運動員田兒賢一的母親。
1979年，米倉良子與植野惠美子搭檔贏得世界盃女雙冠軍。1980年，米倉良子在丹麥羽球公開賽上獲得女子單打冠軍，在瑞典羽球公開賽上獲得女子單打和女子雙打冠軍，並在同年的IBF世界錦標賽中與德田敦子一起獲得女子雙打銅牌。她是1978年和1981年日本贏得優霸盃（女子國際團體賽）世界冠軍的成員。